# Stylogyne cauliflora
Stylogyne cauliflora är en viveväxtart som först beskrevs av Miquel och C. Manius, och fick sitt nu gällande namn av Carl Christian Mez. Stylogyne cauliflora ingår i släktet Stylogyne och familjen viveväxter. Inga underarter finns listade i Catalogue of Life.